# Jose Pandarassery
Jose Pandarassery (* 18. April 1961 in Ettumanoor, Indien) ist Weihbischof in Kottayam.

## Leben
Jose Pandarassery empfing am 28. Dezember 1987 das Sakrament der Priesterweihe.
Am 20. September 2006 ernannte ihn Papst Benedikt XVI. zum Titularbischof von Castellum Ripae und stimmte seiner Wahl zum Weihbischof in Kottayam zu. Der emeritierte Erzbischof von Kottayam, Kuriakose Kunnacherry, spendete ihm am 28. Oktober desselben Jahres die Bischofsweihe; Mitkonsekratoren waren der Erzbischof von Kottayam, Mathew Moolakkattu OSB, und der syro-malankara katholische Erzbischof von Tiruvalla, Isaac Cleemis Thottunkal.